# Philoscia univittata
Philoscia univittata är en kräftdjursart som beskrevs av Hans Strouhal1937. Philoscia univittata ingår i släktet Philoscia och familjen Philosciidae. Inga underarter finns listade i Catalogue of Life.